# Reglamento Técnico de Distribución y Utilización de Combustibles Gaseosos (España)
El Reglamento técnico de distribución y utilización de combustibles gaseosos (RD 919/2006) es el reglamento español que entró en vigor el 28 de julio del 2006, siendo de obligado cumplimento a partir del 4 de marzo del 2007. Este nuevo reglamento deroga hasta 14 textos que regulaban las instalaciones de gas anteriormente, habiendo textos legislativos que se remontan al 1973. Así, se reunifica y se simplifica la legislación vigente en España en lo que se refiere al diseño, instalación y mantenimiento de instalaciones de gas. Este nuevo reglamento que desarrolla el marco legislativo de los nuevos reglamentos como indica la Ley 21/1992, y desarrolla la Ley 34/1998, La ley de Hidrocarburos.

## Estructura
El nuevo Reglamento sigue la estructura de los últimos reglamentos aprobados en España, pensando siempre en la solidez de los mismos y en su rápida modificación, por lo cual, el reglamento define unas líneas de actuación, dejando abiertas actuaciones extraordinarias reguladas por la delegación competente, y a sí mismo definiendo todo en las normas UNE, que evolucionan rápidamente. De esta manera si encontramos un error, la norma UNE no necesita una aprobación de las cortes para su cambio, agilizando enormemente la corrección o evolución del reglamento, sin tener que cambiar este en sí mismo.
La publicación de una nueva versión de norma UNE no es de aplicación inmediata. La versión de las normas UNE vigentes serán siempre las reflejadas en el Reglamento, La exigencia de aplicación de las nuevas versiones requiere de su aprobación por el Ministerio y su correspondiente publicación en el Boletín Oficial del Estado (BOE).

## Normas UNE
Si usted necesita diseñar, instalar o mantener alguna instalación de gas, aparte del reglamento, que se puede bajar en el enlace, más adelante, necesita todas las normas UNES a las que hace referencia, las cuales son de pago, y sin estas es casi imposible poder aplicar la nueva reglamentación. Por lo que los libros que suelen vender, como el de CONAIF, son incompletos e inútiles, pues no contiene las normas UNES que afectan al reglamento.

## Competencias Autonómicas
Puesto que muchas de las comunidades autónomas de España tienen transferidas las competencias, normalmente y dependiendo de la Comunidad Autónoma, estas pueden publicar Instrucciones en las que regulan el proceso de transición. Siendo este normalmente de 2 años, para que todos los proyectos que se estuvieran diseñando antes de la entrada del nuevo reglamento se puedan legalizar y ejecutar. Por lo que si lo necesita, debería preguntar en la delegación competente, si existe regulación específica para su comunidad autónoma.